# 에트로
에트로(ETRO)는 1968년에 세워진 이탈리아의 명품 패션 브랜드이다. 가족 기업 형태로, 창립자인 짐모 에트로의 가족들이 회사의 주요직을 맡고 있다. 남성·여성 의류, 악세사리, 향수, 가정 용품 등을 출시하고 있다. 에트로만의 페이즐리(Paisley) 패턴 디자인이 특징적이며 가장 유명하다. 이 패턴은 1981년부터 생산되어왔다.